# Mont Glacier
Il Mont Glacier (pron. fr. AFI: [mɔ̃ ɡlasje] - 3.185 m s.l.m.) è una montagna delle Alpi Graie che si trova lungo spartiacque tra la valle di Champorcher, il vallone di Champdepraz e la Val Clavalité.

## Toponimo
Il toponimo in lingua francese significa "monte ghiacciaio".

## Descrizione

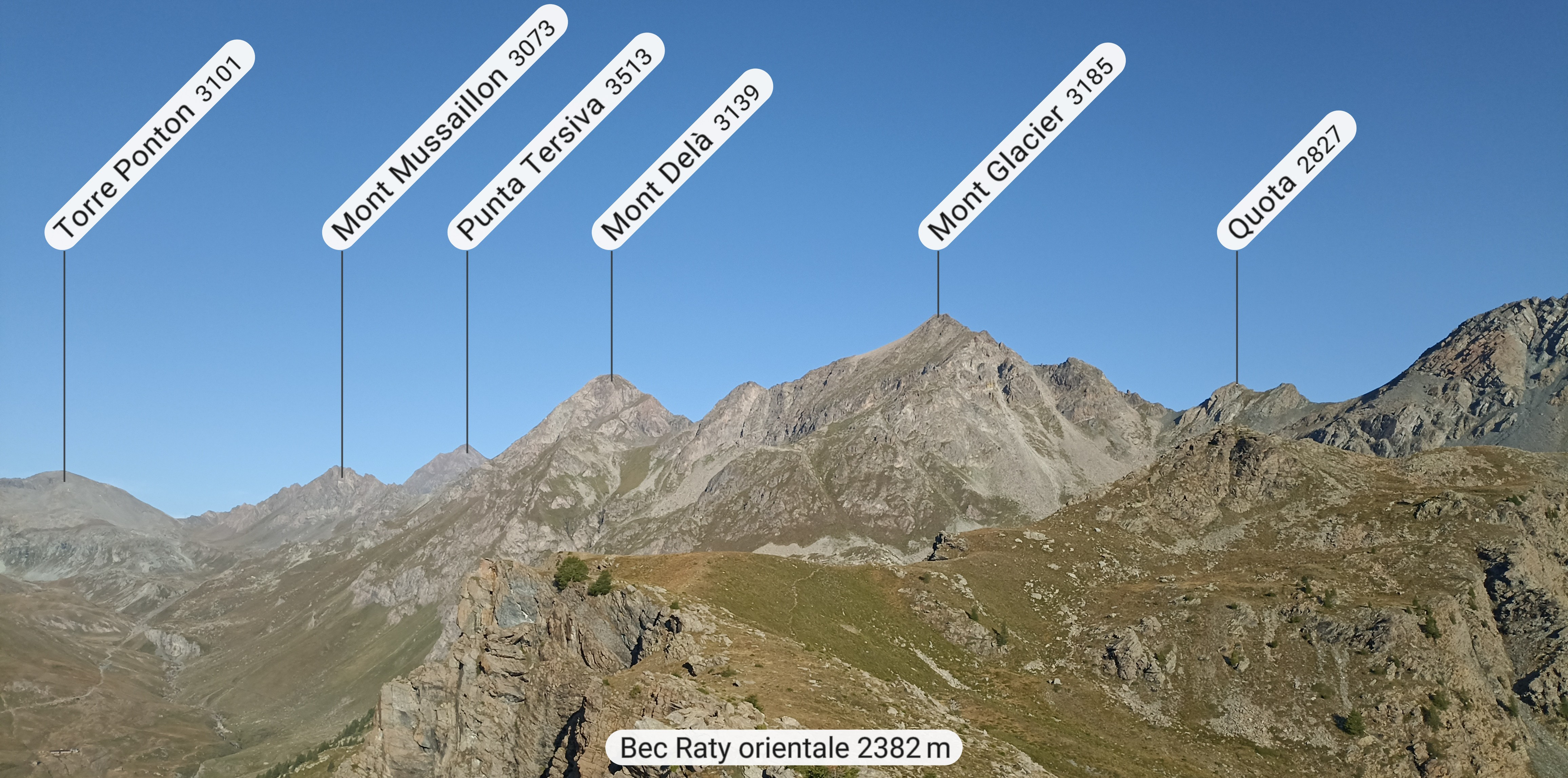
La montagna vista dal Bec Raty orientale e con indicazioni delle vette.

Il mont Glacier costituisce il punto più elevato della valle di Champorcher e del vallone di Champdepraz.
Dal monte si gode di un ampio panorama sulle vette delle Alpi Graie e Pennine.
La cima della montagna corrisponde anche al punto geodetico trigonometrico dell'IGM denominato Monte Glacier (cod.042060) .
Dalla vetta della montagna si dipart0no quattro creste montuose: una si dirige verso nord e, passando dalla punta di Medzove, dal monte Iverta e dal monte Raye Chevrère, raggiunge il mont Avic; una seconda si dirige verso ovest e si abbassa sul monte Gran Rossa, il Bocon Damon, la Tête des Hommes e La Torretta; la terza si dirige verso sud-est e raggiunge il Mont Delà ed, infine, l'ultima si dirige verso nord-est e raggiunge il mont Rafrey.

## Salita alla vetta

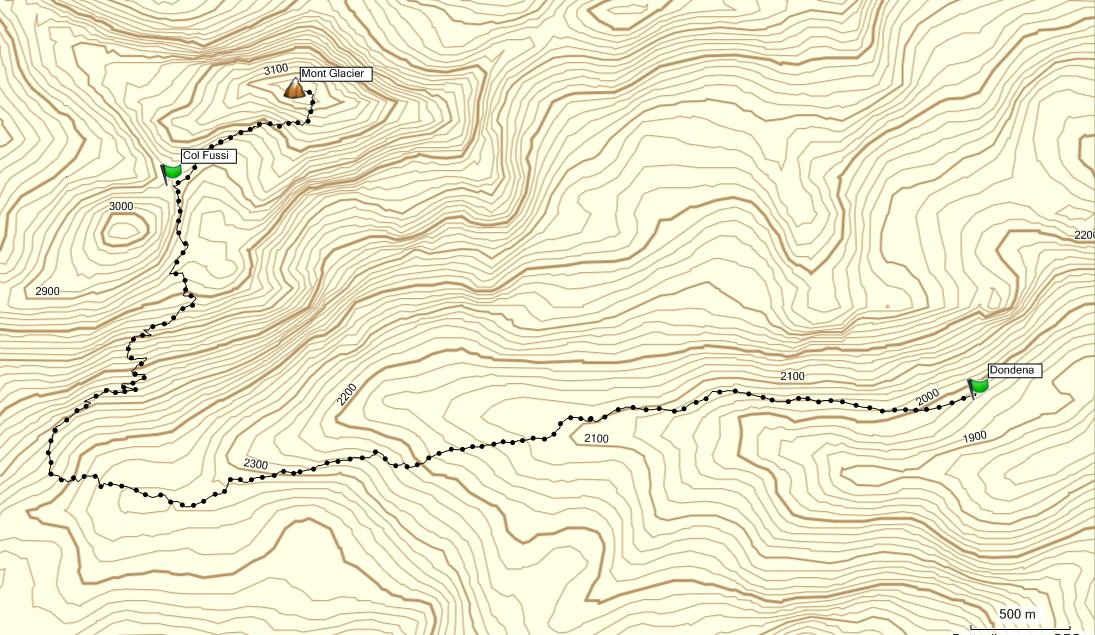
Visualizzazione grafica della salita.

La salita alla vetta non presenta particolari difficoltà. La via normale parte dalla conca di Dondena nei pressi del rifugio Dondena in alta valle di Champorcher e passa vicino al lago Gelé ed al col Fussy (2.912 m).
Al col Fussy passa sulla destra (versante sud) e sale dalla cresta sud-est.